# Cranium
Cranium (с лат. — «череп») — это шведская спид/трэш-метал-группа. Группа организована двумя братьями — Филипом и Густафом Фон Сегебаденами.

## История
Филип и Густаф основали группу в 1984 году под названием Legion. И лишь в 1996 году, когда к братьям присоединились вокалист Фредерик Сёдерберг и барабанщик Йокки Петерсон, была окончательно сформирована группа Cranium. В 2001 году группа распалась в связи с самоубийством барабанщика Йохана Хальберга. Тем не менее, Фредерик Сёдерберг и Филип Фон Сегебаден продолжили музыкалькую деятельность, но уже в составе другой шведской группы — Dawn.

## Состав группы

### Последний состав
- Фредерик Сёдерберг — вокал, гитара.
- Филип Фон Сегебаден — бас-гитара.
- Йохан Хальберг — ударные.

### Бывшие участники
- Густаф Фон Сегебаден — гитара.
- Фредерик Еньквист — ударные (в составе группы Legion).
- Йокки Петерсон — ударные.

## Дискография
- 1997 — Speed Metal Satan (EP)

- 1998 — Speed Metal Slaughter

- 1999 — Speed Metal Sentence

### Дискография в составе группы Legion
- 1986 — The Dawn